# Rédoine Faïd
Rédoine Faïd, né le 10 mai 1972 à Creil dans l'Oise (Picardie), est un criminel français, coupable de vols à main armée, spécialisé dans l'attaque de fourgons blindés. Il est condamné en 2018 pour l’organisation d’une attaque de fourgon blindé avortée ayant entraîné la mort d'une policière municipale de 26 ans, Aurélie Fouquet, tuée dans l'exercice de ses fonctions, à Villiers-sur-Marne, dans le Val-de-Marne. Il est aussi connu pour avoir réussi à s'évader de prison à deux reprises, en 2013 à l’explosif puis en 2018 en hélicoptère.

## Biographie

### Enfance
D'origine algérienne (kabyle) , sa famille s'installe dans le quartier Guynemer à Creil en 1969. Rédoine naît en 1972, il est l'avant-dernier d'une grande famille. En tout, il a huit frères et trois sœurs. La famille est unie, son père est ouvrier dans une usine chimique de Villers-Saint-Paul. Sa mère s'occupe des enfants et complète les revenus familiaux en faisant des ménages. En 1988, le père déserte son foyer et part en Algérie où il refait sa vie. En 1991, la mère décède d'une leucémie, Faïd a alors 19 ans et est déjà un délinquant, qui s'associe à ses frères pour commettre ses délits.  
Il échoue à son bac Gestion, la même année, il se lance dans le braquage.
Dès son enfance, il est passionné de cinéma, en particulier de films de gangsters, et souhaite devenir gendarme ou voleur, selon les dires de son éditeur Pierre Fourniaud.

### Premiers braquages
En 1990, il tombe dans la grande délinquance. Alors qu'il est en terminale, Rédoine Faïd braque une agence du Crédit du Nord. C'est la première fois qu'il est placé en garde à vue. Après une série de cambriolages, il passe aux attaques de fourgons blindés. Il utilise l'argent qu'il vole afin de se présenter auprès de ses amis du quartier de Barbès (à Paris) comme menant une vie luxueuse et flamboyante. 
En 1995 il entre dans la clandestinité, quand la Brigade de répression du banditisme, qui enquête sur onze braquages de sociétés d'informatique, arrête son frère Fayçal, impliqué avec lui dans une attaque armée à Aulnay-sous-Bois. En 1996, un des complices de Faïd est arrêté par la police et le dénonce. Il fuit en Algérie, mais revient quelques jours plus tard en France, muni de faux papiers. 
En 1995, il séquestre la famille entière du directeur de la BNP de Creil et force le banquier à ouvrir le coffre de l'agence. Lors de la séquestration, Redoine Faïd et ses complices sont déguisés : l'un en père Noël, les autres portent des masques représentant des hommes politiques (François Mitterrand, Michel Rocard, Raymond Barre, etc.). Fidèle à sa passion pour les films de gangster dont il s'inspire, cette méthode reprend celle utilisée dans le film Point Break par les protagonistes lors de braquage de banques. Il donne même « des jouets » aux enfants de la famille, pour ne pas les terroriser.
Le 3 juillet 1997, il attaque pour la première fois un fourgon blindé à Villepinte. Faïd est blessé par balle à l'épaule par la police ; lui et ses complices parviennent néanmoins à s'enfuir avec leur butin, estimé à 2,7 millions de francs (400 000 €). Le sang perdu par Faïd permettra aux policiers de l'identifier et de le faire rentrer dans les fichiers de la PJ. Une fois son ADN identifié, la police l'utilise afin d'accumuler les indices contre lui.
Selon ses dires, Faïd se serait alors rendu en Israël où il aurait suivi une formation à la manipulation des explosifs, avec la mafia israélienne.

### Détention et publication d'un livre autobiographique
En septembre 1998, il est arrêté et menotté une première fois dans un train pour détention de faux-papiers en Suisse. Il parvient à s'échapper, mais il est rattrapé car il s'est blessé à cause d'une chute et doit être hospitalisé. Il s'échappe à nouveau en volant l'arme d'un des policiers suisses qui l'escortaient à l'hôpital. Mais le billet de train qu'il avait lors de sa première arrestation en Suisse permet à la police française de remonter la trace jusqu'à l'agence de voyages à Paris qu'il utilise pour organiser ses déplacements.
Après trois mois de cavale, il est arrêté le 28 décembre 1998 en sortant de cette agence de voyages. Il est condamné à 18 ans de prison pour vol à main armée. Il bénéficie d'une libération conditionnelle pour bonne conduite le 30 mars 2009, après dix années de détention,. Peu après sa libération, il interpelle en public le cinéaste Michael Mann à la Cinémathèque française, en lui disant que ses films ont participé à son instruction de gangster. Il apprécie particulièrement son film Heat qui met en scène un braquage de fourgon de transport de fonds, qu'il aurait vu à de très nombreuses reprises comme source d'inspiration pour préparer ses braquages. Faïd se marie ; son frère Rachid l'aide à obtenir un emploi d'attaché commercial auprès d'un de ses anciens employeurs.  
En 2010, Faïd publie un livre, co-écrit avec le journaliste Jérôme Pierrat, sur son expérience de braqueur repenti — Braqueur : Des cités au grand banditisme —, qu'il présente au Grand Journal de Canal+,. Il effectue alors le tour des plateaux télévisés pour faire la promotion de son livre, où il indique notamment sur LCI que « ses démons sont complètement morts » et qu'il en aurait fini avec le banditisme.

### Nouveaux braquages, évasions et condamnations
Cependant, il est à nouveau soupçonné d'avoir participé à une attaque à main armée d'un convoi de fonds le 20 mai 2010, au cours de laquelle une policière municipale de 26 ans, Aurélie Fouquet, est tuée dans l'exercice de ses fonctions. Son équipier, Thierry Moreau, parvient à blesser un malfaiteur avant d'être à son tour touché à l'épaule. L'attaque a eu lieu à Villiers-sur-Marne dans le Val-de-Marne et a été perpétrée par quatre hommes encagoulés. Rédoine Faïd est arrêté le 28 juin 2011 en raison des forts soupçons qui pèsent sur lui,.
Il s'évade le 13 avril 2013 au matin du centre pénitentiaire de Lille-Loos-Sequedin (Nord) à l'aide d'explosifs et après avoir pris quatre personnes en otage, utilisant une arme qu'il transporte dans un paquet de linge sale. Un mandat d'arrêt européen est émis le jour même. Faïd est également recherché par Interpol dans les 190 pays membres.
Alors qu'il cherche à se procurer une fausse identité pour rejoindre Israël, son vendeur de faux papiers pose son téléphone portable dans la voiture où se déroule la transaction, ce qui permet à la police de géolocaliser Faïd. Un mois et demi après son évasion, il est interpellé le 29 mai à trois heures du matin dans un hôtel B&B de Pontault-Combault en Seine-et-Marne. Il est alors incarcéré au quartier d'isolement de la maison d'arrêt de Fleury-Mérogis et encourt la réclusion criminelle à perpétuité.

#### Condamnations judiciaires
Le 1er mars 2016 à la cour d’assises de Paris, son procès s'ouvre ainsi que celui de neuf personnes impliquées dans un projet avorté de braquage ainsi que la fusillade de Villiers-sur-Marne de 2010. Il est condamné à dix-huit ans de prison le 13 avril. Son frère Fayçal, qui a écopé de la même peine en France par contumace, est condamné en appel le 11 juillet à vingt ans de réclusion criminelle par la justice algérienne pour avoir abattu la fonctionnaire de police Aurélie Fouquet lors de cette fusillade.
Redoine Faïd est également condamné le 14 mars 2017 à dix ans de réclusion pour son évasion avec prise d'otages de la prison de Sequedin en 2013. L'avocat général avait requis de douze à quatorze ans de prison pour le braqueur récidiviste. Le 6 avril, Rédoine Faïd fait appel de sa condamnation.
Enfin il est condamné le 19 octobre 2017 à 18 ans de réclusion par les assises du Nord pour le braquage d'un fourgon blindé dans le Pas-de-Calais en 2011. C'est un véritable commando qui avait été constitué pour la réalisation de cette attaque particulièrement violente où des armes de guerre avaient été utilisées.
Le 14 avril 2018, la cour d’assises de Paris aggrave en appel la peine de Rédoine Faïd, en portant à 25 ans la durée de sa réclusion pour le braquage raté et la fusillade de Villiers-sur-Marne en 2010 : la cour juge en effet qu'il est l'organisateur de ce braquage ayant entraîné la mort de la jeune policière Aurélie Fouquet. Cet arrêt est confirmé en mai 2019 par la Cour de cassation, qui rejette le pourvoi initié par Faïd. Son avocat annonce alors son intention de contester sa condamnation auprès de la Cour européenne des droits de l'Homme.

#### Évasion en hélicoptère
Plusieurs mois avant juillet 2018, des drones sont aperçus en train de survoler la prison de Réau, ce qui est rétrospectivement interprété comme des vols de repérage. Le 1er juillet 2018, il s'évade en hélicoptère Alouette II du centre pénitentiaire du sud-francilien à Réau en Seine-et-Marne, aidé par trois complices cagoulés, armés de fusils d'assaut kalachnikov, alors qu'il se trouvait au parloir avec son frère Brahim. Pour cela, ils aveuglent des caméras de surveillance avec des fumigènes et découpent à la disqueuse les portes qui menaient au parloir, avant de s'enfuir avec l'hélicoptère dont le pilote, Stéphane Buy, avait été pris en otage par les complices du braqueur. Stéphane Buy est relâché après l'évasion. L'hélicoptère, puis les deux véhicules suivants utilisés par les fugitifs, sont retrouvés incendiés dans divers lieux du Val-d'Oise et de l'Oise.
De ces différentes détentions, du 28 décembre 1998 au 30 mars 2009, du 28 juin 2011 au 13 avril 2013 et du 29 mai 2013 à sa dernière évasion le 1er juillet 2018, Rédoine Faïd aura passé 17 ans et deux mois privé de liberté.
Le 24 juillet, des gendarmes le repèrent dans un véhicule à Sarcelles (Val-d'Oise). Surpris en train d'effectuer un repérage à proximité d'entreprises sur la commune de Domont, il prend la fuite avec son frère aîné Rachid mais doit abandonner un véhicule contenant des explosifs factices, des produits de la vie courante et de l'anti-moustique,, sur le parking d'un centre commercial. Il est finalement arrêté le 3 octobre au matin, trois mois après son évasion, dans sa ville natale de Creil. Durant sa cavale, Redoine Faïd se dissimulait sous une burqa pour ne pas être reconnu,. 
Le 16 avril 2019, Stéphane Buy — qui avait été pris en otage lors de son évasion — ainsi que sa belle-fille et sa compagne sont placés en garde à vue,. Les enquêteurs ont en effet découvert que la belle-fille, Céline M., avait entretenu une relation épistolaire entre 2014 et 2016 avec Rédoine Faïd. L'hypothèse que Céline M. ait piégé son beau-père est autant étudiée que la piste menant à une organisation plus générale impliquant le pilote. Après deux jours de garde à vue, Stéphane Buy et ses proches, reconnus en tant que victimes, sont libérés : les enquêteurs ont établi que la relation épistolaire avec Céline M. avait permis à Rédoine Faïd de piéger celle-ci et de cibler son beau-père, du fait de ses qualités de pilote et de son expérience reconnue, notamment en tant qu'instructeur de pilotage d'hélicoptère.

#### Procès de 2020
À la suite de ses précédentes évasions, les conditions d'incarcération de Rédoine Faïd sont durcies. Le 20 février 2020, Rédoine Faïd commence une grève de la faim pour dénoncer ses conditions de détention. À l'approche de son procès, dont le début est prévu pour le 27 février 2020, les mesures de sécurité à l'intérieur du Palais de Justice de Saint-Omer et aux portes d'accès sont renforcées, un scanner pour bagages à rayons X est installé pour trois semaines, la salle d'assise est rénovée, un périmètre de sécurité est installé autour du tribunal, et les personnes souhaitant accéder à une des deux écoles primaires ou à la cathédrale qui se trouvent dans le périmètre n'ont pas le droit de s'y rendre en voiture pendant les horaires où le procès se tient ; les obsèques qui auraient dû avoir lieu dans la cathédrale sont déplacées dans d'autres églises pendant la durée du procès, et le survol du périmètre est interdit. Le procès en appel porte sur le braquage d'un fourgon blindé de mai 2011. Faïd est accusé notamment de vol en bande organisée avec menace d'une arme, destruction de biens d'autrui, violences en réunion et association de malfaiteurs. Tout le procès se tient sans lui, car il refuse d'être extrait de sa cellule. Le 13 mars 2020, il est condamné à 28 ans de réclusion criminelle (dix ans de plus qu'en première instance). 
Il est à nouveau incarcéré au quartier d'isolement de la maison d'arrêt de Fleury-Mérogis. Il peut alors prétendre à une libération en 2046.
Toutefois, le 26 octobre 2023, il est condamné à 14 ans de réclusion criminelle pour son évasion de la prison de Réau en 2018. Les peines prononcées pour le délit d'évasion se cumulant, sans possibilité de confusion, avec celles que l'évadé subit déjà (article 434-31 du code pénal), il ne sera désormais libérable qu'en 2060, sauf éventuelles réductions de peine ou grâce. Il sera alors âgé de 88 ans.

## Profil psychiatrique
L'expertise psychiatrique réalisée pour le procès en mars-avril 2016 à Paris, pour le braquage avorté et de la fusillade de 2010 à Villiers-sur-Marne, le décrit comme « un prédateur social », « doué pour la manipulation » : « Il utilise les qualités de sa personnalité, charme, intelligence, courage, réactivité… pour contrôler les autres et obtenir ce qu'il souhaite. » L'expert psychiatre qui intervient durant le procès de 2017 pour l'évasion de 2013, le qualifie « d'histrion à la recherche de sensations fortes », il affirme que Rédoine Faïd n'est ni antisocial ni psychopathe et que « sur une échelle de 40, il se trouve dans la zone limite entre 20 et 27, au-delà de laquelle on est considéré comme psychopathe. »
Son éditeur, Pierre Fourniaud, qui l'a rencontré de nombreuses fois pour écrire sa biographie, dit que Faïd n'est pas motivé seulement par l'argent, mais surtout et avant tout par un besoin de reconnaissance, d'où son besoin de se faire médiatiser par des actions spectaculaires et de faire écrire un livre sur lui. Le journaliste Jérôme Pierrat, spécialiste du grand banditisme et qui a aussi participé à l'écriture de la biographie, parle de lui en ces termes :
« il essayait de modéliser ses coups sur ses héros de cinéma et puis c'était un garçon plutôt charmant, c'était l'antithèse du gangster sociopathe comme on peut l'imaginer. Ce n'était pas du tout le profil des gens qu'on va trouver à Marseille et qui s'entre-tuent à coups de kalachnikov pour du haschich, lui c'était plutôt un type affable, poli, bien mis comme on dit et portant un costume bien coupé. Il n'avait pas du tout le profil d'un caïd de banlieue comme on pourrait l'imaginer et ça n'était d'ailleurs pas un caïd de banlieue, il s'est bien gardé de frayer dans cette mouvance et dans ces territoires. »
Sa compagne le décrit comme quelqu'un d'attentionné bien que susceptible de s'énerver pour un rien. Rédoine Faïd se définit lui-même comme pathologiquement dépendant de l'adrénaline, se décrivant ainsi comme « une sorte de malade ».